# El hombre que señala
L'Homme au doigt (El hombre que señala) es una escultura realizada en 1947 por Alberto Giacometti, la cual es considerada la escultura más cara de la historia, al ser subastada por un valor de US$126 millones, el día 11 de mayo de 2015.
Giacommeti realizó seis moldes de este trabajo más una prueba del artista. El hombre qué señala se encuentra localizado en tres lugares visitables, El Museo de Arte Moderno de Nueva York (MoMA), Tate (Londres) y Des Moines Art Center (Iowa). El resto de moldes hechos por Giacometti se encuentran en fundaciones de coleccionistas o dueños privados.
El hombre que señala fue vendida en 126 millones de dólares por la fundación Christie´s el día 11 de mayo de 2015. Marcó un récord al ser la escultura más cara comprada dentro de una subasta  Esta escultura estuvo durante 45 años en la colección privada de Sheldon Solow. Antes de la subasta, la compañía Christie´s definió esta obra como una "rara obra maestra" y "la obra más icónica y evocativa de Giacometti". Además, esta fundación mencionó que el molde que se subastaría es el único que Giacometti pintó a mano para que la escultura tuviera un impacto aún más expresivo.
Otra escultura realizada por Giacometti, El hombre que marcha, fue también una de las esculturas más caras de la historia, al ser vendida por £65 millones de euros (US$104.3 millones) en Sotheby´s, el año 2010.